# 中野藤吾
中野 藤吾（なかの とうご、1908年1月27日 - 1990年7月9日）は、日本の経済思想史学者、歌人。立川短期大学学長、明星大学経済学部教授などを歴任した。地元の立川市では、著名な文化人として知られていた。

## 経歴
中野藤吾は、当時の東京府砂川町の素封家・中野家の当主であった中野田郎吉の長男として生まれた。
東京商科大学に学んで教職に進み、巣鴨経済専門学校（千葉商科大学の前身）、日本経済専門学校（亜細亜大学の前身）の教員を歴任した。
1947年に、義兄・中野喜介が理事長となった学校法人立川学園によって、（旧制）立川専門学校が開校した際には、初代校長となった。同校は1950年に短期大学に昇格し、さらに1950年には都立へ移管されたが、その間、中野は学長であり続け、初代の東京都立立川短期大学学長となった
歌人としては、1950年代から1960年代にかけて多くの短歌を発表した。
1971年に明星大学経済学部教授に転じた。
1990年7月9日、入院先の立川中央病院で急性肺炎により死去した。没後には、正五位が遺贈された、
2000年には、柴崎町の崖線公園下に、カワラナデシコを歌った短歌の歌碑が設置され、7月7日に除幕された。

## 著書
- 日本社会の思想史的背景、明好社、1968年
- 街の片隅から：言わずもがなの記、けやき出版、1990年
- 街の片隅から : 言わずもがなの記 続、けやき出版,、1991年